# Dieter Bänsch
Dieter Bänsch (* 24. Juni 1925 in Niederhermsdorf; † 11. Dezember 1995 in Marburg) war ein deutscher Germanist, Literaturhistoriker und Essayist.

## Leben und Wirken
Der Lehrerssohn besuchte die Volksschule in Niederhermsdorf und in Tscheschkowitz (Eichenhag), Landkreis Guhrau. 1935 ging er auf das Reformrealgymnasium in Guhrau und wechselte 1938 an die Bergland-Oberschule in Waldenburg. Am Städtischen Konservatorium Waldenburg nahm Dieter Bänsch Unterricht in Musiktheorie und Komposition. Nach dem Abitur im März 1943 an der Bergland-Oberschule war er ab August 1943 Soldat und dann bis Oktober 1949 Kriegsgefangener in der Sowjetunion. Nach der Heimkehr war Dieter Bänsch bis März 1950 als Erdarbeiter und Kabelleger tätig.
Im Wintersemester auf das Jahr 1951 studierte er an der TH Braunschweig und darauf bis 1957 an der Universität Freiburg im Breisgau Germanistik, Geschichte, Philosophie und Musikwissenschaft. 1951 wurde er Stipendiat der Studienstiftung des deutschen Volkes.
Im Mai 1965 ging Dieter Bänsch an das Institut für Neuere deutsche Literatur der Universität Marburg; zunächst als Hilfsassistent und ein Jahr darauf als Assistent. Im Dezember 1969 promovierte Dieter Bänsch in Marburg mit einer Arbeit über Else Lasker-Schüler zum Dr. phil. Für das Sommersemester 1960 erhielt er in Marburg einen Lehrauftrag und wurde im Herbst 1972 Professor für Neuere Deutsche Literatur an der Universität Marburg. In seinem Fachbereich wirkte er 1976 als Dekan und 1977 als Prodekan.
Obwohl er 1991 emeritiert wurde, sprang er im Wintersemester auf das Jahr 1992 noch einmal des Bedarfes wegen als Professor ein.
Sein Kriegstagebuch – der Bericht Bobruisk (siehe unter Werke) – mit Erlebnissen als Soldat an der Ostfront erschien 1996 zweisprachig bei Janusz Borysiak in Breslau.

## Werke (Auswahl)
- Else Lasker-Schüler. Zur Kritik eines etablierten Bildes. Metzler, Stuttgart 1971, ISBN 3-476-00184-9 (Dissertation, Philipps-Universität Marburg, 1969).
- Rückzug in die Heide. Über Arno Schmidts fünfziger Jahre. In Dieter Bänsch (Hrsg.): Die fünfziger Jahre. Beiträge zu Politik und Kultur (= Deutsche TextBibliothek. Bd. 5). Gunter Narr Verlag, Tübingen 1985, ISBN 3-87808-725-X, S. 326–365.
- Bobruisk. Bericht. Basilisken-Presse, Marburg 1989, ISBN 3-925347-10-0.
- Henrik Ibsen. Nora oder Ein Puppenheim (Grundlagen und Gedanken zum Verständnis des Dramas). Diesterweg, Frankfurt am Main 1991 (2. Auflage 1998), ISBN 3-425-06066-X.
- Wie lebt man ohne Verzweiflung? Über Günter Eichs Lyrik. Hrsg. v. Dorothea Bänsch. Privatdruck, Braunschweig 2004, 31 Seiten.

Herausgeber
- Dieter Bänsch (Hrsg.): Zur Modernität der Romantik (= Literaturwissenschaft und Sozialwissenschaften. Teil 8). Metzler, Stuttgart 1977, ISBN 3-476-00360-4.
- Erich Ruprecht, Dieter Bänsch (Hrsg.): Manifeste und Dokumente zur deutschen Literatur 1890–1910. Metzler, Stuttgart 1981, ISBN 3-476-00105-9.
- Erzähler aus Hessen. Insel, Frankfurt am Main 1983, ISBN 3-458-14113-8.

## Ehrungen
- 10. Mai 1985, Bonn: Literaturpreis Das politische Buch